# L'ammaliatrice (film 1941)
L'ammaliatrice (The Flame of New Orleans) è un film del 1941 diretto da René Clair e interpretato da Marlene Dietrich.

## Trama
In un flashback, la storia della bella Claire Ledeux, scomparsa misteriosamente il giorno delle nozze.

## Colonna sonora
Nella colonna sonora del film sono presenti le canzoni:
- Sweet as the Blush of May di Charles Previn e Sam Lerner cantata da Marlene Dietrich
- Salt O'the Sea di Charles Previn e Sam Lerner cantata dalla gente sulla nave
- Oh, Joyous Day di Charles Previn e Sam Lerner cantata dal coro durante la cerimonia di nozze